# Tripterygion varium
Tripterygion varium es una especie de pez de la familia Tripterygiidae en el orden Perciformes.
Los machos pueden llegar alcanzar los 13 cm de longitud total y se reproducen de mayo a noviembre.
Su alimentación se basa en pequeños invertebrados bentónicos.
Se encuentra en las costas del Pacífico suroccidental (Australia-incluyendo Tasmania - y Nueva Zelanda-incluyendo las Islas Chatham-).